# P-15导弹
P-15白蚁导弹（俄语：П-15 Термит）是彩虹设计局于在20世纪50年代设计的，苏联第一款成熟的舰对舰导弹。它的GRAU编号为4K40，北约命名为SS-N-2 Styx（冥河）。

## 历史
在它之前苏联拥有过存在很多缺点的P-1箭式（或狗鱼式）/SS-N-1 Scrubber浪女导弹，该型号导弹很快被淘汰了。之后苏联又开发了用于肯达级巡洋舰的P-5满分/SS-N-3b柚子导弹，但于此同时苏联驱逐舰的反舰导弹并未更新，苏联需要一款新导弹武装大量更小的导弹艇作为海战的拳头，这就是P-15产生的原因。它装备500公斤的战斗部，气动外形参考了雅克-1000型试验机。它后来成为中国上游一号（北约称为CSS-N-1）系列飞航式反舰导弹（包括：上游-1/2，海鹰-1/2）的仿制对象。

## 战争使用
该弹是世界上最早创下击沉军舰纪录的真正反舰导弹，類似第一個成功擊沉敵艦的弗里茨 X只是有制導的滑翔炸彈。目标是以色列的埃拉特号驱逐舰，1967年10月21日该舰被埃及导弹艇发射的两枚P-15导弹击沉，第三发在沉没中的船体旁爆炸，最終造成該艦47人陣亡。1971年印巴战争三叉戟行动中印军向巴海军Muhafiz号扫雷舰和Khyber号驱逐舰发射共四发导弹，將兩艘軍艦悉數擊沉。据称印军在战争中共发射13发P-15飛彈，並取得其他战果，包括卡拉奇港的運油船。

## 資料來源
1. ↑   (PDF).   [2009-10-27]. （原始内容 (PDF)存档于2009-10-27）.